# Taeniophora rubrosignata
Taeniophora rubrosignata is een rechtvleugelig insect uit de familie Romaleidae. De wetenschappelijke naam van deze soort is voor het eerst geldig gepubliceerd in 1984 door Descamps & Rowell.